# هيلسبورو (إنديانا)
هيلسبورو (بالإنجليزية: Hillsboro, Indiana)‏ هي بلدة أمريكية تقع في الولايات المتحدة في مقاطعة فاونتن (إنديانا). يقدر عدد سكانها بـ 538 نسمة ومساحتها 0.80 كم2 و وترتفع عن سطح البحر 215 متر.

## التركيبة السكانية
قام مكتب تعداد الولايات المتحدة بتحديد بيانات التركيبة السكانية لهيلسبورو في تعداد الولايات المتحدة. في ما يلي، التركيبة السكانية حسب تعدادي 2000 و2010.

### تعداد عام 2000
بلغ عدد سكان هيلسبورو 489 نسمة بحسب تعداد عام 2000، وبلغ عدد الأسر 188 أسرة وعدد العائلات 140 عائلة مقيمة في البلدة. في حين سجلت الكثافة السكانية 1,527.5 نسمة لكل ميل مربع (589.8/كم2). وبلغ عدد الوحدات السكنية 211 وحدة بمتوسط كثافة قدره 659.1 نسمة لكل ميل مربع (254.5/كم2).
وتوزع التركيب العرقي للبلدة بنسبة 99.39% من البيض و 0.41% من عرقين مختلطين أو أكثر.
بلغ عدد الأسر 188 أسرة كانت نسبة 37.8% منها لديها أطفال تحت سن الثامنة عشر تعيش معهم، وبلغت نسبة الأزواج القاطنين مع بعضهم البعض 60.6% من أصل المجموع الكلي للأسر، ونسبة 10.1% من الأسر كان لديها معيلات من الإناث دون وجود شريك، وكانت نسبة 25.5% من غير العائلات. تألفت نسبة 22.9% من أصل جميع الأسر من أفراد ونسبة 11.7% كانوا يعيش معهم شخص وحيد يبلغ من العمر 65 عاماً فما فوق. وبلغ متوسط حجم الأسرة المعيشية 3.02، أما متوسط حجم العائلات فبلغ 2.60.
بلغ العمر الوسطي للسكان 35 عاماً. وكانت نسبة 28.2% من القاطنين تحت سن الثامنة عشر، وكانت نسبة 8.0% بين الثامنة عشر والأربعة وعشرون عاماً، ونسبة 30.1% كانت واقعةً في الفئة العمرية ما بين الخامسة والعشرون حتى والأربعة وأربعون عاماً، ونسبة 18.8% كانت ما بين الخامسة والأربعون حتى الرابعة والستون، ونسبة 14.9% كانت ضمن فئة الخامسة والستون عاماً فما فوق. يوجد لكل 100 أنثى 88.8 ذكر، ويوجد لكل 100 أنثى في الثامنة عشر من عمرها فما فوق 92.9 ذكر.
بلغ متوسط دخل الأسرة في البلدة 41,806 دولار، أما متوسط دخل العائلة فبلغ 46,458 دولار. وكان متوسط دخل الذكور 30,547 دولار مقابل 23,611 دولار للإناث. وسجل دخل الفرد الخاص بالبلدة 16,630 دولار. وكانت نسبة 8.5% من العائلات ونسبة 9.5% من السكان تحت خط الفقر، وكان من هؤلاء نسبة 10.7% تحت سن الثامنة عشر ونسبة 7.0% في الخامسة والستين من العمر وما فوق.

### تعداد عام 2010
بلغ عدد سكان هيلسبورو 538 نسمة بحسب تعداد عام 2010، وبلغ عدد الأسر 207 أسرة وعدد العائلات 150 عائلة مقيمة في البلدة. في حين سجلت الكثافة السكانية 1,735.5 نسمة لكل ميل مربع (670.1/كم2). وبلغ عدد الوحدات السكنية 232 وحدة بمتوسط كثافة قدره 748.4 لكل ميل مربع (289.0/كم2).
وتوزع التركيب العرقي للبلدة بنسبة 96.1% من البيض و 0.7% من الأمريكيين الأصليين و 0.2% من الأمريكيين الأفارقة و 1.1% من عرقين مختلطين أو أكثر.
بلغ عدد الأسر 207 أسرة كانت نسبة 37.7% منها لديها أطفال تحت سن الثامنة عشر تعيش معهم، وبلغت نسبة الأزواج القاطنين مع بعضهم البعض 51.7% من أصل المجموع الكلي للأسر، ونسبة 17.4% من الأسر كان لديها معيلات من الإناث دون وجود شريك، بينما كانت نسبة 3.4% من الأسر لديها معيلون من الذكور دون وجود شريكة وكانت نسبة 27.5% من غير العائلات. تألفت نسبة 21.3% من أصل جميع الأسر من أفراد ونسبة 8.7% كانوا يعيش معهم شخص وحيد يبلغ من العمر 65 عاماً فما فوق. وبلغ متوسط حجم الأسرة المعيشية 3.01، أما متوسط حجم العائلات فبلغ 2.60.
بلغ العمر الوسطي للسكان 38.2 عاماً. وكانت نسبة 27.5% من القاطنين تحت سن الثامنة عشر، وكانت نسبة 8.1% بين الثامنة عشر والأربعة وعشرون عاماً، ونسبة 25.1% كانت واقعةً في الفئة العمرية ما بين الخامسة والعشرون حتى والأربعة وأربعون عاماً، ونسبة 26.2% كانت ما بين الخامسة والأربعون حتى الرابعة والستون، ونسبة 13% كانت ضمن فئة الخامسة والستون عاماً فما فوق. وتوزع التركيب الجنسي للسكان بنسبة 48.7% ذكور و51.3% إناث.